# Ananda Marga
Ananda Marga este o organizație fondată în India în 1955 de Prabhat Ranjan Sarkar, un yoghin și filozof. Este dedicată practicării meditației și oferă servicii sociale pe bază de voluntariat. Numele este folosit și pentru a se referi la stilul de viață susținut de Sarkar. În limba sanscrită cuvintele Ananda Marga înseamnă „Calea Fericirii” și au scopul de a ne aminti că există în fiecare dintre noi potențialul de a realiza această fericire lăuntrică.